# Dạ Nhật Yến
Dạ Nhật Yến (sinh ngày 12 tháng 10 năm 1978) là một nữ ca sĩ nhạc trẻ hải ngoại tiêu biểu của Trung tâm Asia. Khi hát nhạc pop châu Âu, cô còn có nghệ danh khác là Yenn.

## Tiểu sử
Dạ Nhật Yến tên thật là Vũ Thị Dạ Lộc, sinh ngày 12 tháng 10 năm 1978 tại Thành phố Hồ Chí Minh.
Năm 4 tuổi, cô sang Mỹ định cư. Ban đầu, cô cùng cả nhà sinh sống tại Ada, Minnesota, rồi sau đó chuyển đến Nam California. Lớn lên, Dạ Nhật Yến theo học ngành Luật Đại học California tại Los Angeles.
Mặc dù không theo học một lớp dạy hát nào, nhưng Dạ Nhật Yến đã tự phát triển tài nghệ của mình nhờ năng khiếu dựa trên căn bản nhạc nhạc lý. Từ nhỏ, mẹ của Dạ Nhật Yến cho cô đi học đàn violin, sau đó học piano trong trường. Năm 16 tuổi, trong một dịp hát góp vui tiệc sinh nhật bạn, Dạ Nhật Yến được vợ chồng Công Thành và Lynn giới thiệu cho nhạc sĩ Trúc Hồ. Nhưng do lúc đó còn đi học nên Dạ Nhật Yến chưa được mẹ cho phép đi hát chuyên nghiệp.
Nghệ danh Dạ Nhật Yến là do bố mẹ cô đặt, nghĩa là con chim yến hót cả ngày lẫn đêm.
Dạ Nhật Yến bắt đầu sự nghiệp ca hát vào năm 1996 trên chương trinh video của Trung tâm Trường Thanh, rồi sang năm 1997 ký hợp đồng độc quyền cho Trung tâm Làng Văn. Sau khi xuất hiện trên 10 chương trình video của hai trung tâm này, Dạ Nhật Yến đã ký hợp đồng chính thức với Trung tâm Asia. Tiết mục đầu tiên cô trình diễn trên sân khấu của Trung tâm Asia là "Bước chân Việt Nam", hát cùng nhóm Asia 4 trong chương trình Asia 32: Hành Trình Tìm Tự Do.
Với giọng hát trong trẻo, thân hình mảnh mai quyến rũ, Dạ Nhật Yến đã thu hút rất nhiều cảm tình từ khán thính giả yêu thích nhạc trẻ hải ngoại vào đầu - giữa thập niên 2000.  Trên sân khấu trung tâm Asia gần hai mươi năm, cô được biết đến là nữ ca sĩ có thể hát nhiều thể loại như nhạc trẻ, nhạc dance cho tới nhạc trữ tình, nhạc tango.
Năm 2009, Dạ Nhật Yến phát hành hai đĩa đơn nhạc pop châu Âu "So Good to be Wrong" và "Show Me Your Heaven" với nghệ danh mới là Yenn.

## Album
- LVCD224 Người Yêu Nhỏ Xinh (với Philip Huy, 1997)
- LVCD234 Đêm Nay Ai Đưa Em Về (1997)
- LVCD245 Ướt Mi (1998)
- LVCD247 Right In The Night (1998)
- Princess Entertainment: Vạt Nắng Hồng (1999)
- LVCD254 Tình Em Trao Anh (2000)
- LVCD268 The Rain (2000)
- LVCD307 Em Cứ Đi (với Xuân Phú, 2001)
- AsiaCD164 Có Những Chuyện Tình Không Là Trăm Năm (2002)
- AsiaCD200 Waiting For You (với Trish Thùy Trang, Cardin Nguyễn và Jacqueline Thụy Trâm, 2002-2003)
- AsiaCDCS5 Dạ Nhật Yến (2006)
- Flyin' High (DVD, 2007)
- So Good To Be Wrong (Single, 2009)
- Show Me Your Heaven (Single, 2009)

## Các tiết mục trình diễn trên sân khấu hải ngoại

### Trung tâm Asia
| STT | Tiết mục | Thể hiện với                                                                           | Chương trình | Năm  |
| --- | --- | -------------------------------------------------------------------------------------- | ------------ | ---- |
| 1   | Bước Chân Việt Nam - Footprints Of Vietnam (Trúc Hồ, Trầm Tử Thiêng, Lời Anh: Lê Tinh Thông, Đổ Phủ, Dạ Nhật Yến, Asia 4) | Cardin, Evan, Spencer, James                                                           | ASIA 32      | 2001 |
| 2   | Sáng Rừng (Phạm Đình Chương)                                                                                              | Hoàng Nam, Lê Tâm, Philip Huy, Thanh Trúc, Diệp Thanh Thanh                            | ASIA 33      | 2001 |
| 3   | Có Những Chuyện Tình Không Là Trăm Năm (Việt Dzũng, Quang Dũng)                                                           | solo                                                                                   | ASIA 33      | 2001 |
| 4   | Quên Đi (Trúc Hồ) | Philip Huy                                                                             | ASIA 34      | 2001 |
| 5   | Mambo Italiano (Bob Merrill, Frankie Laine, William S. Fische)                                                            | solo                                                                                   | ASIA 35      | 2001 |
| 6   | Tìm Anh (Hoàng Thi Thơ)                                                                                                   | solo                                                                                   | ASIA 36      | 2002 |
| 7   | Với Anh Đêm Nay (Sỹ Đan)                                                                                                  | solo                                                                                   | ASIA 37      | 2002 |
| 8   | Mẹ Hiền Yêu Dấu (LV: Thanh Lan)                                                                                           | solo                                                                                   | ASIA 38      | 2002 |
| 9   | Đón Xuân (Phạm Đình Chương)                                                                                               | solo                                                                                   | ASIA 39      | 2003 |
| 10  | Xuân Họp Mặt (Văn Phụng)                                                                                                  | Trish Thùy Trang, Jacqueline Thụy Trâm                                                 | ASIA 39      | 2003 |
| 11  | Thơ Ngây (Jason Lâm, Lê Đức Long)                                                                                         | solo                                                                                   | ASIA 40      | 2003 |
| 12  | Lang Thang Dưới Mưa (Nhật Đăng Huy)                                                                                       | Philip Huy                                                                             | ASIA 41      | 2003 |
| 13  | Tango Mộng Mơ (Nhạc Argentina - LV: Việt Dzũng, Dạ Nhật Yến)                                                              | solo                                                                                   | ASIA 42      | 2004 |
| 14  | Đêm Buồn Như Thánh Ca (Nguyễn Trung Cang)                                                                                 | solo                                                                                   | ASIA 43      | 2004 |
| 15  | Con Rồng Cháu Tiên (Việt Dzũng, Trúc Hồ)                                                                                  | Gia Huy                                                                                | ASIA 44      | 2004 |
| 16  | Hoài Yêu (LV: Phạm Đình Đức)                                                                                              | solo                                                                                   | ASIA 45      | 2004 |
| 17  | Gởi Người Chiến Tuyến (Nhật Lệ)                                                                                           | solo                                                                                   | ASIA 46      | 2005 |
| 18  | Mùa Hè Tình Yêu (Trúc Hồ, Việt Dzũng)                                                                                     | solo                                                                                   | ASIA 47      | 2005 |
| 19  | Mưa Ngâu (Thanh Tùng) | Thanh Lan                                                                              | ASIA 48      | 2005 |
| 20  | Hoa biển (Anh Thy) | Khải Tuấn                                                                              | ASIA 50      | 2006 |
| 21  | Bài Tình Ca Mùa Đông (Trầm Tử Thiêng)                                                                                     | Lệ Thu                                                                                 | ASIA 51      | 2006 |
| 22  | Anh Cứ Hẹn (thơ: Hồ Dzếnh, nhạc: Anh Bằng)                                                                                | Trish Thùy Trang, Cardin, Thùy Hương                                                   | ASIA 52      | 2006 |
| 23  | Vào Hạ (Lê Hựu Hà) | Vina Uyển Mi, Thùy Hương, Chosen                                                       | ASIA 53      | 2007 |
| 24  | LK: Đi Với Tôi (Canh Thân) & Ghé Bến Sài Gòn (Văn Phụng, Huyền Linh)                                                      | Don Hồ                                                                                 | ASIA 55      | 2007 |
| 25  | Yêu Đời Yêu Người (Lê Hựu Hà)                                                                                             | Đoàn Phi                                                                               | ASIA 56      | 2007 |
| 26  | Kiếp Cầm Ca (Huỳnh Anh)                                                                                                   | solo                                                                                   | ASIA 57      | 2008 |
| 27  | LK Anh Bằng: Khúc Thụy Du, Kỳ Diệu, Anh Còn Nợ Em, Tango Tím, Mai Tôi Đi (Hòa âm: Vũ Tuấn Đức)                            | Thế Sơn, Lâm Thúy Vân, Gia Huy, Anh Tuấn, Bích Vân, Y Phương, Hoàng Anh Thư, Diễm Liên | ASIA 79      | 2017 |
| 28  | Em Thề Chỉ Có Anh Thôi (Yenn, Jamahl Rashid, D'Myreo Mitchell)                                                            | solo                                                                                   | ASIA 79      | 2017 |